# Serena Dandini
Serena Dandini, all'anagrafe Serena Dandini de Sylva (Roma, 22 aprile 1954), è una conduttrice televisiva, scrittrice e autrice televisiva italiana.

## Biografia
Nata a Roma, figlia del conte Francesco Lorenzo Dandini De Sylva, avvocato, discendente da un'antica famiglia della nobiltà romana, e della marchesa Silvia Vaccari, sorella della fondatrice dell'Istituto Vaccari, dopo gli studi al liceo classico Giulio Cesare si iscrive alla Sapienza di Roma al corso di letteratura anglo-americana, fermandosi a tre esami dalla fine, per iniziare la sua carriera alla radio alla fine degli anni settanta.  
Da ragazza, amica di Renato Zero, frequenta l'ambiente del Piper Club a Roma. È stata sposata due volte e dal 1993 è legata al musicista Lele Marchitelli. Ha una figlia, Adele Tulli, nata nel 1982 (regista del documentario 365 without 377 sulle battaglie del movimento LGBT in India per l'abolizione della sezione 377 del codice penale indiano). La sorella Saveria Dandini de Sylva è Presidente dell'Istituto Leonarda Vaccari . Il fratello Ferdinando è ingegnere aeronautico e attualmente docente presso la LUISS Guido Carli e l'Università Tor Vergata di Roma.

## Carriera
Dai primi anni ottanta collabora con la Rai a programmi televisivi e radiofonici. È ideatrice su Radio 2 di La vita di Mae West, a cui ha lavorato con Laura Betti. Con l'autore Marco Di Tillo firma Professione Jazz curato da Adriano Mazzoletti, scrivendo i testi della vita sceneggiata di Jelly Roll Morton e Benny Goodman. Partecipa nel 1986 a Italia sera, in cui curava la sezione musicale, realizzando alcune interviste a noti cantanti del momento. Nota per il carattere sperimentale e innovativo delle trasmissioni televisive da lei scritte e condotte, tutte basate su una satira autoriale e pungente, ha spesso lavorato assieme a Corrado e Sabina Guzzanti, e più di recente a Neri Marcorè e a Paola Cortellesi, assumendo contemporaneamente il ruolo di conduttrice e di spalla comica.
Il 25 gennaio 2001 le viene affidata la direzione artistica del Teatro Ambra Jovinelli di Roma. Nel 2011 pubblica il suo primo libro per Rizzoli, Dai diamanti non nasce niente. Storie di vita e di giardini, in cui la Dandini racconta della sua passione per il giardinaggio attraverso aneddoti e citazioni. Il 17 giugno 2011 partecipa come conduttrice insieme a Michele Santoro alla serata Tutti in Piedi - Signori entra il lavoro, evento organizzato in occasione dei 110 anni della FIOM. Il 22 aprile 2012 conduce il concerto svoltosi a Napoli in occasione dell'Earth Day.
Nel febbraio 2013 è membro della giuria di qualità alla 63ª edizione del Festival di Sanremo, condotta da Fabio Fazio e Luciana Littizzetto.
A marzo, in seguito alle Elezioni politiche, insieme a molti altri suoi colleghi, aderisce al progetto "Riparte il futuro" firmando la petizione che ha lo scopo di revisionare la legge anti-corruzione modificando la norma sullo scambio elettorale politico-mafioso (416 ter) entro i primi cento giorni di attività parlamentare. Da lunedì 15 settembre condurrà tutti i giorni dalle 15 alle 16.30 su Radio 2 #StaiSerena, un programma di satira, ospiti e rubrica che sanciranno il definitivo rientro in Rai della conduttrice romana dopo la cacciata durante il governo Berlusconi.

### Il successo:La TV delle ragazze

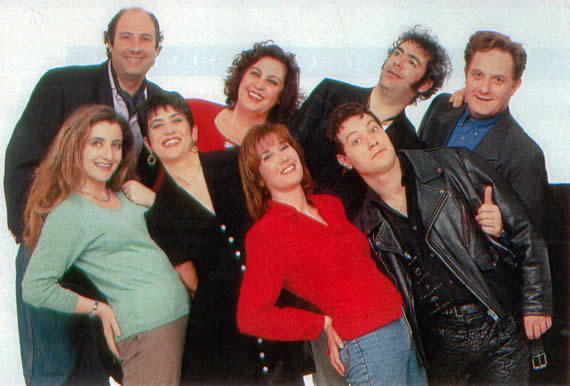
Il gruppo di Avanzi: Serena Dandini è la seconda da sinistra della fila inferiore

A consacrare Serena Dandini come autrice e conduttrice è, nel 1988, La TV delle ragazze. Lancia attrici comiche che avranno poi molto successo, tra cui Angela Finocchiaro, Cinzia Leone, Francesca Reggiani, Sabina Guzzanti, Syusy Blady, Iaia Forte, Maria Amelia Monti, Tosca D'Aquino. A La TV delle ragazze fa seguito nel 1990 Scusate l'interruzione, una parodia del Maurizio Costanzo Show, che vede nuovamente Serena Dandini autrice al fianco di Valentina Amurri e Linda Brunetta.

### Avanzi
Nel 1991 il medesimo gruppo di creativi che aveva ideato La TV delle ragazze e Scusate l'interruzione lancia un nuovo programma condotto dalla Dandini, dal titolo Avanzi, che lo stesso anno vince il Telegatto come trasmissione rivelazione dell'anno. Avanzi prosegue per tre stagioni, fino al 1993, anno in cui ne viene realizzato anche uno spin-off dal titolo Maddecheao': come secernere agli esami, con Corrado Guzzanti (e in cui debuttò in televisione Luciana Littizzetto). Nel 1994, la Dandini presenta un nuovo programma dal titolo Tunnel.

### DopoFestival 1995
Nel 1995 conduce insieme a Luciano De Crescenzo, Fabio Fazio e Gianni Ippoliti il Dopofestival di Sanremo. La Dandini definisce l'esperienza sanremese "estrema, ma che una volta nella vita vale la pena fare. Una volta".

### Pippo Chennedy Show
Il 1997 è l'anno del Pippo Chennedy Show, show di Rai 2 ideato da Dandini, Sabina Guzzanti e Neri Marcorè e condotta dalla stessa Dandini insieme a Corrado Guzzanti; la trasmissione alterna momenti di comicità surreale alla satira più corrosiva. Il programma è diventato presto di culto per le numerose imitazioni di personaggi politici da parte soprattutto dei fratelli Guzzanti e ha dato spazio a tantissimi altri comici, tra i quali Neri Marcorè, Ale & Franz, Antonio e Michele e Rocco Barbaro. Il programma ottiene il Premio Flaiano.

### La breve parentesi a Mediaset
Nel 1998 approda a Mediaset e conduce in prima serata su Italia 1 Comici, che realizza insieme a Gino e Michele. Coadiuvata da Paolo Hendel, lo show ospita varie scuole di comicità italiane: Aldo Giovanni e Giacomo, Antonio Albanese, Anna Marchesini. Nel 2000 torna su Italia 1 con Teatro 18, uno show comico e musicale, dove ospita ogni sera un cantante diverso. L'affiancano Claudio Bisio, Marco Della Noce, Anna Meacci, Paola Cortellesi e Giovanni Esposito.

### L'ottavo nano
Nel 2000 ritorna su Rai2 con L'ottavo nano, un nuovo show satirico di prima serata firmato con Corrado Guzzanti, che, a causa dei temi politici trattati con graffiante ironia e per la prossimità delle elezioni politiche del 2001, si trasforma in un caso televisivo. Nel programma erano presenti vari comici come l'autore Corrado Guzzanti, le sorelle Sabina e Caterina, Neri Marcorè, Giobbe Covatta, Ficarra e Picone e Marina Massironi.
Come autrice, Serena Dandini si dedica anche ad altre iniziative televisive come il lancio di una serie di nuovi talenti comici attraverso trasmissioni del tutto anticonvenzionali come "Mmmhh!" scritta con Lillo & Greg e Neri Marcorè, e "Bra-Braccia rubate all'agricoltura", versione televisiva del laboratorio comico del Piccolo Jovinelli.

### Parla con me
Dall'autunno del 2004 conduce su Raitre il suo primo talk-show, Parla con me, ideato con il giornalista Andrea Salerno e insieme al gruppo di autori che l'hanno accompagnata nei suoi programmi. La trasmissione andava in onda in seconda serata, inizialmente la domenica e poi a partire dal 2008 tutti i giorni dal martedì al venerdì. La colonna sonora era della Banda Osiris e poi di Elio e le Storie Tese. Presenza fissa Dario Vergassola con i suoi interventi comici alla fine delle interviste.
Tra gli intervistati, anche nomi di fama internazionale tra cui Tim Burton, Annie Lennox, Will Smith, Quentin Tarantino, Isabel Allende, Leonardo DiCaprio, Martin Scorsese, Sting, Mika, Chris Cornell.

### Il passaggio a LA7:The show must go off
Dopo il mancato rinnovo del contratto da parte della Rai per la stagione televisiva 2011-2012 e le conseguenti polemiche, il 21 novembre 2011 viene ufficializzato il passaggio della Dandini a LA7. Dal 21 gennaio 2012 la Dandini conduce su LA7 il programma The Show Must Go Off, in onda il sabato sera, in cui si affiancano alla conduttrice Dario Vergassola, Elio e le Storie Tese, Max Paiella, Paola Minaccioni, Federica Cifola, Diego Bianchi, Ascanio Celestini, Andrea Rivera, Lillo e Greg, Germana Pasquero e Francesca Reggiani. Il 24 gennaio 2012, sul quotidiano Metro appare una nota del critico TV Mariano Sabatini in cui si legge: 
Il programma soffre però la concorrenza dei due diretti competitor Ballando con le stelle in onda su Rai 1 ed Italia's Got Talent su Canale 5 e registra un forte calo di ascolti, passando dal 9% di share della prima puntata all'1,9% dell'ultima e non viene riconfermato in palinsesto per la stagione successiva.

### Ferite a morte
Tra il 2012 e il 2013 mette in scena il suo primo testo teatrale, Ferite a morte, ispirato a fatti di violenza sulle donne realmente avvenuti e interpretato nelle tre tappe di Genova, Bologna e Palermo, tra le altre, da Lilli Gruber, Geppi Cucciari, Angela Finocchiaro, Isabella Ragonese, Lella Costa, Paola Minaccioni, Malika Ayane, Concita De Gregorio, Ambra Angiolini, Elisa Toffoli, Orsetta De Rossi.
Nel 2013 il testo teatrale diventa anche un libro, pubblicato da Rizzoli.
L'8 marzo 2014, in occasione della giornata internazionale della donna, viene mandata in onda su Rai 5 in prima serata una sintesi dei tre spettacoli.
Nel 2015 lo spettacolo inizia un tour mondiale che lo porta in molte città del mondo tra le quali Washington, New York, Bruxelles, Londra, Tunisi. A New York lo spettacolo viene messo in scena alla sede delle Nazioni Unite, e alla lettura partecipano tra le altre Marina Abramovich e Valeria Golino. Nell'ottobre 2015 vince il premio come Miglior Evento No profit dell'anno nel corso della 12ª edizione del BEA – Best Event Awards.

### Il paradiso è perduto?
Nel giugno 2013 torna in Rai dove conduce in 5 puntate Il paradiso è perduto?, conversazioni-spettacoli sul tema della salvaguardia della bellezza del pianeta-paradiso attraverso la politica, l'economia, il giardinaggio, la storia dell'arte e la religione. Il programma è andato in onda su Rai 5 dall'Auditorium Parco della Musica di Roma con la partecipazione del vignettista Makkox.

### Il ritorno in Rai
Nell'autunno 2018 Serena Dandini torna a lavorare in Rai con il remake de La TV delle ragazze intitolato La TV delle ragazze - Gli Stati Generali 1988-2018, trasmesso in prima serata su Rai 3, seguito l'anno successivo da Stati generali, sempre in onda nella prima serata del giovedì su Rai 3.

## Controversie
Nell'ottobre 2009 Silvio Berlusconi in diretta su Sky TG24 attacca la Dandini e Michele Santoro, accusati di avere posizioni ostili al governo, seguito il giorno dopo da altri politici dell'area vicina al PdL. Nel marzo 2010, il nome di Serena Dandini è tra quelli verso cui il Premier, in un'intercettazione resa nota dalla procura di Trani, esprime disappunto al telefono con il commissario dell'Authority per le Comunicazioni Giancarlo Innocenzi, premendo per un loro allontanamento dalla Rai.
Durante un consiglio dei ministri del maggio 2010 Silvio Berlusconi accusò il programma Parla con me di "aggredire" il governo scatenando una dura polemica politica. La Dandini rispose con un comunicato ufficiale sostenendo:
Nel giugno dello stesso anno il vice ministro allo sviluppo economico con delega alle telecomunicazioni Paolo Romani, durante una puntata del programma radiofonico Un giorno da pecora, attacca nuovamente la Dandini, accusata di essere "anche peggio di Santoro" e di fare domande "retoriche e preconfezionate". Nello stesso mese, il quotidiano il Giornale pubblica un articolo in cui si sostiene l'eccessivo potere della Dandini a Rai 3, definito "un feudo della contessa Dandini de Sylva".
Il mancato rinnovo del contratto a Serena Dandini da parte della Rai per la stagione televisiva 2011-2012 scatena lunghe polemiche, con accuse di interferenze politiche e manifestazioni di protesta contro i dirigenti Rai e prese di posizione da parte di esponenti politici.

## Televisione

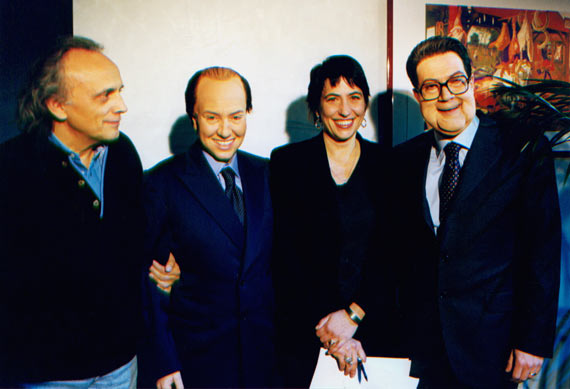
Serena Dandini, tra Corrado Guzzanti nelle vesti di Romano Prodi (a dx) e Sabina Guzzanti in quelle di Silvio Berlusconi.

### Conduttrice
- Obladì obladà (Rai 1, 1985)
- Italia sera (Rai 1, 1986-1987)
- La TV delle ragazze (Rai 3, 1988-1989)
- Scusate l'interruzione (Rai 3, 1990)
- Avanzi (Rai 3, 1991-1993)
- Far soldi con la satira (Rai 3, 1992)
- Maddecheao': come secernere agli esami (Rai 3, 1993)
- Tunnel (Rai 3, 1994)
- DopoFestival (Rai 1, 1995)
- Producer - Il grande gioco del cinema (Rai 3, 1995)
- Mai dire Gol (Italia 1, 18 novembre 1996)
- Pippo Chennedy Show (Rai 2, 1997)
- Premio italiano della musica (Italia 1, 1997-1999)
- La mostra della laguna (Rai 3, 1998-1999)
- Comici (Italia 1, 1998-1999)
- Saranno maturi (Rai 3, 1999)
- Teatro 18 (Italia 1, 2000)
- L'ottavo nano (Rai 2, 2001)
- Mmmhh! (Rai 2, 2002)
- Vieni avanti cretino (Rai 2, 2002)
- Parla con me (Rai 3, 2004-2011)
- The show must go off (LA7, 2012)
- La TV delle ragazze - Gli Stati generali 1988-2018 (Rai 3, 2018)
- Valorose (Sky Arte, 2019)
- Stati generali (Rai 3, 2019-2020)

### Autrice
- Professione Jazz  (Rai 1, 1987)
- Bra - Braccia rubate all'agricoltura (Rai 3, 2003-2004)

## Teatro
- Ferite a morte (2012 - in corso)
- Vieni avanti cretina, next! (2021 - in corso) con Martina Dell'Ombra

## Radio
- La vita di Mae West (Rai Radio 2, 1978)
- Master (Rai Radio 1, 1981-1984)
- Atlanta, Italia (Rai Radio 2, 1996) Programma sulle Olimpiadi di Atlanta, condotto insieme a Stefano Pistolini
- #StaiSerena (Rai Radio 2, 2014-2015)

Podcast
- Oasi Aboca (con Sofia Viscardi e Guglielmo Scilla) (2025)

## Altre conduzioni
- 56ª edizione dei Nastri d'argento, Teatro Antico, Taormina, 6 luglio 2002
- Una sera per il si al referendum sulla fecondazione assistita, Teatro Ambra Jovinelli, Roma 2005
- La musica della Matematica, Auditorium Parco della Musica, Roma 17 marzo 2007
- Tutti in Piedi - Signori entra il lavoro (con Michele Santoro), Villa Angeletti, Bologna 17 maggio 2011
- Faccia a faccia tra Margherita Hack e Andrea Camilleri sul Futuro della Scienza, sede del CNR, Roma 12 dicembre 2011
- Concerto per l'Earth Day 2012, Palapartenope, Napoli 22 aprile 2012
- Premio Apollonio, Chiostro del Rettorato dell'Università del Salento, Lecce 2012
- BIF&ST - Bari international film fest, serata finale, Bari 2012
- Roma sì muove - 8 referendum per migliorare la vita di Roma, Piazza Farnese, Roma 15 settembre 2012
- CGIL - La conoscenza incontra il futuro, Piazza San Giovanni in Laterano, Roma 19 ottobre 2012

## Opere
- Lorenzo e la maturità. Come secernere agli esami, con Corrado Guzzanti, Milano, BUR senzafiltro, 2005, ISBN 88-17-00584-3.
- Amo, con Neri Marcorè, Milano, BUR senzafiltro, 2006, ISBN 88-17-00938-5.
- Parla con me. Con Dvd, Milano, BUR, 2007, ISBN 978-88-17-01699-5.
- L'ottavo nano. Con 5 Dvd (versione integrale del programma), Milano, BUR, 2009, ISBN 978-88-17-02379-5.
- Dai diamanti non nasce niente. Storie di vita e di giardini, Milano, Rizzoli, 2011, ISBN 978-88-17-04867-5.
- Grazie per quella volta. Confessioni di una donna difettosa, Milano, Rizzoli, 2012, ISBN 978-88-17-05818-6.
- Ferite a morte, collaborazione ai testi e alle ricerche di Maura Misiti, Milano, Rizzoli, 2013, ISBN 978-88-17-06561-0.
- Il futuro di una volta, Milano, Rizzoli, 2015, ISBN 978-88-17-07268-7.
- Avremo sempre Parigi. Passeggiate sentimentali in disordine alfabetico, Milano, Rizzoli, 2016, ISBN 978-88-17-09020-9.
- Il catalogo delle donne valorose, Milano, Rizzoli, 2018, ISBN 978-88-04-68765-8.
- La vasca del Führer, Torino, Einaudi, 2020, ISBN 978-88-06-24282-4.
- Cronache dal Paradiso, Torino, Einaudi, 2022, ISBN 978-88-06-25336-3.
- Ferite a morte. Dieci anni dopo, Milano, Rizzoli, 2022, ISBN 978-88-17-16188-6.
- La vendetta delle muse, HarperCollins Italia, 2023, ISBN 979-12-59-85317-2.
- Cronache dal paradiso, Torino, Einaudi, 2024, ISBN 978-88-06-26236-5.
- C'era la luna, Torino, Einaudi, 2025, ISBN 978-88-06-25644-9.